# Милош Николић (фудбалер, 1987)
Милош Николић (Пирот, 26. јануара 1987) бивши је српски фудбалер. Висок је 188 центиметара, а наступао је на позицији централног одбрамбеног играча.

## Каријера
Фудбалом је почео да се бави у млађим категоријама пиротског Радничког, где је касније био капитен екипе у свим урастима. Са првом екипом Радничког освајио је прво место на табели лиге трећег степена у Србији и Црној Гори за сезону 2004/05, док је Српску лигу Исток освајао са екипом нишког Синђелића, 2009/10, те са матичним клубом 2015/16. У каријери је наступао још и за Цар Константин.
Године 2002. проглашен је најбољим фудбалером у узрасту до 12 година, у оквиру акције „Спорт у округу“, а две године касније је добио признање „Они долазе“, у категорији играча између 14 и 17 година старости. Одиграо је један пријатељски сусрет за кадетску репрезентацију Савезне Републике Југославије, против селекције Мађарске. Своју играчку каријеру окончао је 2018. године. Касније се посветио тренерском послу.

## Трофеји и награде

### Екипно
Раднички Пирот
- Трећа лига СЦГ — Зона Исток: 2004/05.[5]
- Српска лига Исток: 2015/16.[7]

Синђелић Ниш
- Српска лига Исток: 2009/10.[6]

### Појединачно
- Најбољи фудбалер у узрасту до 12 година, у оквиру акције „Спорт у округу“, 2000.[8]
- Признање „Они долазе“, у категорији играча између 14 и 17 година старости, 2002.[8]